# تپه احمدخان
تپه احمدخان مربوط به هزاره اول قبل از میلاد است و در شهرستان مشگین‌شهر، بخش مرادلو، دهستان ارشق غربی، روستای ملالو واقع شده و این اثر در تاریخ ۲۶ اسفند ۱۳۸۷ با شمارهٔ ثبت ۲۵۷۹۹ به‌عنوان یکی از آثار ملی ایران به ثبت رسیده است.